# První vláda Any Brnabić
První vláda Any Brnabić byla srbská vláda vedená Anou Brnabić. Navazovala na druhou vládu Aleksandara Vučiće zformovanou po parlamentních volbách roku 2016. 29. června 2017 získala důvěru Národního shromáždění Srbské republiky.

## Průběh vlády
V prezidentských volbách roku 2017 vyhrál dosavadní premiér Aleksandar Vučić. Opustil tedy křeslo ministerského předsedy a pověřil sestavením vlády ministryni pro státní správu a samosprávu a nestraničku Anu Brnabić. Kabinet získal důvěru parlamentu 29. června 2017. 157 poslanců bylo pro a 57 proti.
7. května 2018 ministr financí Dušan Vujović rezignoval na funkci z osobních důvodů. 28. května 2018 byl novým ministrem financí jmenován Siniša Mali, v té době starosta Bělehradu.
Vláda sloužila až do parlamentních voleb 2020, kdy na ni navazovala druhá vláda Any Brnabić.

## Seznam členů vlády
| Úřad                                                                            | Člen vlády           | Subjekt   | Nástup do úřadu | Odchod z úřadu   |
| ------------------------------------------------------------------------------- | -------------------- | --------- | --------------- | ---------------- |
| Premiérka Srbska                                                                | Ana Brnabić          | SNS       | 29. června 2017 | do konce mandátu |
| Místopředseda vlády Ministerstvo zahraničních věcí                              | Ivica Dačić          | SPS       | 27. dubna 2014  | do konce mandátu |
| Místopředsedkyně vlády výstavba, doprava a infrastruktura                       | Zorana Mihajlović    | SNS       | 27. dubna 2014  | do konce mandátu |
| Místopředseda vlády Vnitro                                                      | Nebojša Stefanović   | SNS       | 27. dubna 2014  | do konce mandátu |
| Místopředseda vlády obchod, turismus a telekomunikace                           | Rasim Ljajić         | SDPS      | 27. června 2012 | do konce mandátu |
| Ministr zemědělství, lesnictví a vodohospodářství                               | Branislav Nedimović  | SNS       | 11. srpna 2016  | do konce mandátu |
| Ministr kultury a informací                                                     | Vladan Vukosavljević | nestraník | 11. srpna 2016  | do konce mandátu |
| Ministr kultury a informací                                                     | Aleksandar Vulin     | PS        | 29. června 2017 | do konce mandátu |
| Ministr pro ekonomiku                                                           | Goran Knežević       | SNS       | 11. srpna 2016  | do konce mandátu |
| Ministr školství, vědy a technického rozvoje                                    | Mladen Šarčević      | nestraník | 11. srpna 2016  | do konce mandátu |
| Ministr ochrany přírody                                                         | Goran Trivan         | SPS       | 29. června 2017 | do konce mandátu |
| Ministryně evropské integrace                                                   | Jadranka Joksimović  | SPS       | 29. června 2017 | do konce mandátu |
| Ministr financí                                                                 | Dušan Vujović        | SNS       | 29. června 2017 | 7. května 2018   |
| Ministr financí                                                                 | Siniša Mali          | SNS       | 29. května 2018 | do konce mandátu |
| Ministr zdravotnictví                                                           | Zlatibor Lončar      | SNS       | 27. dubna 2017  | do konce mandátu |
| Ministryně spravedlnosti                                                        | Nela Kuburović       | SNS       | 11. srpna 2016  | do konce mandátu |
| Ministr práce, zaměstnanosti, veteránské a sociální politiky                    | Zoran Đorđević       | SNS       | 29. června 2017 | do konce mandátu |
| Ministr těžby a energií                                                         | Aleksandar Antić     | SPS       | 27. dubna 2014  | do konce mandátu |
| Ministr pro státní správu a samosprávy                                          | Branko Ružić         | SPS       | 29. června 2017 | do konce mandátu |
| Ministr pro mládež a sport                                                      | Vanja Udovičić       | SNS       | 2. září 2013    | do konce mandátu |
| Ministr bez portfeje (Inovace a technologický rozvoj)                           | Nenad Popović        | SNS       | 29. června 2017 | do konce mandátu |
| Ministr bez portfeje (Regionální rozvoj)                                        | Milan Krkobabić      | PS        | 11. srpna 2016  | do konce mandátu |
| Ministr bez portfeje (Prevence domácího násilí, ochrana dětí a hendikepovaných) | Slavica Dejanović    | SPS       | 11. srpna 2016  | do konce mandátu |